# Svart kirskålsskärmmal
Svart kirskålsskärmmal, Phaulernis dentella är en fjärilsart som beskrevs av Philipp Christoph Zeller 1839. Svart kirskålsskärmmal ingår i släktet Phaulernis och familjen skärmmalar, Epermeniidae.  Arten är reproducerande i både Sverige och Finland och enligt respektive rödlista är arten livskraftig, LC, i båda länderna. Inga underarter finns listade i Catalogue of Life.